# ميخائيل هوارد (لاعب كرة قدم بريطاني)
ميخائيل هوارد (بالإنجليزية: Michael Howard)‏ هو لاعب كرة قدم بريطاني، ولد في 17 أكتوبر 1999 في ساوثبورت ‏ في المملكة المتحدة. لعب مع بريستون نورث إيند.